# سيرغي كوتوف
سيرغي كوتوف (بالروسية: Котов, Сергей Владимирович)‏ (17 مارس 1982 في روسيا - ) هو لاعب كرة قدم روسي في مركز حراسة المرمى. لعب مع أرسنال تولا ونادي دينامو الداغستاني ونادي ساتورن رامنسكوي وسليوت بيلغورود ‏ وFC Chernomorets Novorossiysk ‏ وتكستيلشيك كاميشين ‏ وFC Zvezda Irkutsk ‏ وFC Gornyak Uchaly ‏ ونادي سبارتاك موسكو 2 لكرة القدم ونادي خيمكي وساتورن-2 لمنطقة موسكو ‏.

## وصلات خارجية
- سيرغي كوتوف على موقع قاعدة بيانات كرة القدم.إي يو (الإنجليزية)
- سيرغي كوتوف على موقع Soccerway.com (الإنجليزية)